# 夫皇駅
夫皇駅（プファンえき）は、大韓民国忠清南道論山市にある韓国鉄道公社（KORAIL）の駅である。2017年現在、停車する旅客列車は存在しない。

## 路線
- 韓国鉄道公社
  - 湖南線

## 駅構造
相対式ホーム2面2線の地上駅。

## 歴史
- 1955年8月21日 : 営業開始[1]
- 1968年9月16日：貨物取扱開始[2]
- 1970年6月20日：駅舎着工
- 1970年8月30日：駅舎竣工
- 1970年9月1日 ：普通駅に昇格[3]
- 1976年7月10日：貨物取扱停止[4]
- 1990年1月1日：小荷物取り扱い停止[5]
- 1991年9月24日：配置簡易駅に格下げ[6]
- 1993年3月20日：無配置簡易駅に格下げ[7]
- 2007年6月1日 ：旅客取り扱い停止

## 隣の駅
韓国鉄道公社
湖南線
連山駅 - 夫皇駅 - 論山駅